# كبش فداء

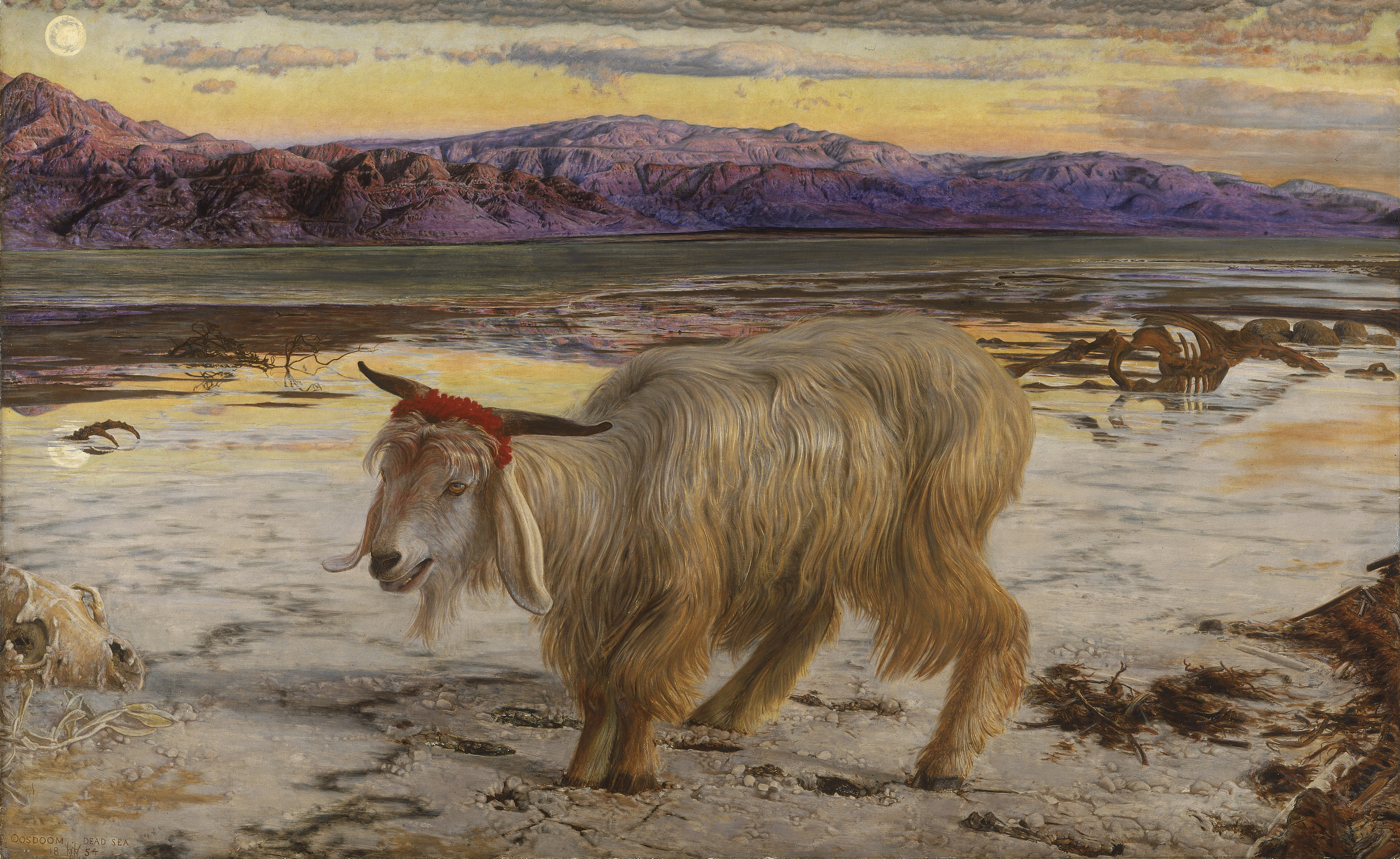
لوحة للفنان ويليام هولمان هونت.

التضحية بكبش الفداء (من الفعل "ضحى بكبش فداء") هي القاء اللوم على طرف معين بنحو سلبي سواءا أكان مستحقا أو غير مستحقا لإيجاد مخرج وجاهي لفرد على فرد (كأن يقول: «لست أنا مَن فعل ذلك، وإنما فعل ذلك فلان!»، أو فرد تجاه جماعة (مثال: «لقد رسبت بسبب محاباة المدرسة للأولاد»)، أو جماعة تجاه أفراد (مثل: «إن فلان هو السبب في خسارة فريقنا»)، أو جماعة تجاه جماعة (مثل: «يستأثر المهاجرون بجميع الوظائف»). ويمكن أن يكون كبش الفداء شخصًا بالغًا، أو شقيقًا، أو طفلاً، أو موظفًا، أو رفيقًا، أو جماعة عرقية أو دينية، أو دولة بأكملها.

## المفهوم الديني
في المعتقد اليهودي، كبش الفداء هو ذاك الكبش الذي أخذ على عاتقه ذنوب بني إسرائيل وهام بين الأحراش وعلى رأسه تلك الذنوب. ويصف بها المسيحيون بصورة رمزية صلب المسيح لتحمله خطايا البشرية.
أما عند المسلمين فعليهم تحمل وزر أخطائهم أو التوبة عنها سريعاً. حيث أن كبش الفداء له مفهوم آخر عند المسلمين، فقد ذكر في القرآن بأن الله أمر إبراهيم بذبح ابنه إسماعيل اختباراً لقوة إيمانهما، وعندما ذهبا معًا لمكان الذبح وهمَّ إبراهيم بذبح ابنه إسماعيل فأنزل الله لهم كبشاً من السماء فداءً له ومكافأة من الله على نجاحهم في الاختبار وتنفيذهم لأمر الله بدون تخاذل.

## على مستوى الأفراد
التعريف الطبي لكبش الفداء هو:
«عملية تُستخدَم فيها آليات الإسقاط أوالإحلال النفسي لصب مشاعر الهجوم، والعدائية، والإحباط، إلخ على فرد آخر أو جماعة أخرى؛ ويكون قدر اللوم لا مُبرِر له.»
التضحية بكبش فداء هي تكتيك يُستخدم غالبًا لإلقاء اللوم على مجموعة كاملة من الأفراد لما ارتكبه عدد صغير ينتمي إليها من أعمال غير أخلاقية. ويرتبط هذا الفعل بمغالطة الذنب بالارتباط والقولبة النمطية.
وعلى مرِّ التاريخ، تعرضت كافة الجماعات التي يمكن تصورها للتضحية بها ككبش فداء، وشمل ذلك الجماعات المقسمة حسب: النوع الجنسي، والديانة، والأفراد الذين ينتمون إلى أعراق أو جنسيات المختلفة، والأفراد ذوي المعتقدات السياسية المختلفة، والأفراد الذين يختلفون في سلوكهم عن الأغلبية. ويمكن أن ينطبق ذلك أيضًا على المؤسسات، مثل الحكومات أو الشركات أو الجماعات السياسية المختلفة.
الإسقاط: هو أن يسقط المرء بلا وعي المشاعر والأفكار غير المرغوب فيها على شخص آخر، مما يجعل هذا الشخص الآخر كبش فداء للمشكلات التي يعاني منها المرء. ويمكن أن يتسع نطاق هذا المفهوم ليشمل الجماعات أيضًا. وفي هذه الحالة، يصير الفرد أو الجماعة المحددة كبش الفداء لمشكلات الجماعة الكلية. «وتزخر الاضطرابات السياسية في جميع الدول بهذا النوع من الإسقاطات، بالضبط كما هو الحال مع الأفراد والجماعات الصغيرة.» ويرى الطبيب النفسي السويسري، كارل يونغ، أن «بعض الناس، بالتأكيد، يتصرفون على نحو خاطئ؛ بمعنى أنهم يمارسون دور كبش الفداء للأشخاص العاديين الذين يهتمون بهم بشكل خاص».
والإسقاط، في علم النفس، هو آلية دفاع يشيع استخدامها، بوجه خاص، لدى الأفراد الذين يعانون من اضطرابات الشخصية
- الشخصية المعادية للمجتمع
- الشخصية الحدية
- الشخصية النرجسية
- الشخصية المرتابة
- الشخصية السيكوباتية

## على مستوى الجماعات
تقدم نظرية كبش الفداء، التي تتناول الصراع بين الجماعات، تفسيرًا لارتباط الفترات، التي شهدت إحباطًا اقتصاديًا نسبيًا، بارتفاع معدلات التحيز والعنف تجاه الجماعات الخارجية التي لا ينتمي إليها الفرد. على سبيل المثال، أظهرت الدراسات، التي أُجريت على العنف ضد السود في جنوب الولايات المتحدة في الفترة ما بين عامي 1882 و1930، ارتباطًا وثيقًا بين الظروف الاقتصادية السيئة واندلاع أعمال العنف (مثل، عمليات الإعدام دون محاكمة التي كانت ينفذها أفراد المجتمع) ضد السود. والعلاقة بين سعر القطن (المنتج الرئيسي في جنوب أمريكا آنذاك) وعدد حالات إعدام السود على يد البيض تراوحت ما بين -0.63 و-0.72، ما يشير إلى أن ضعف الاقتصاد دفع البيض إلى التفريغ عما كان يعتريهم من إحباط بمهاجمة إحدى الجماعات الخارجية التي لا ينتمون إليها.
لكن، على الجانب الآخر، تتطلب التضحية بإحدى الجماعات ككبش فداء أن يتفق أفراد الجماعة الداخلية على هدف معين لإلقاء اللوم عليه فيما يتعلق بمشكلاتهم. ويزيد، كذلك، احتمال ظهور هذا السلوك عندما تعاني الجماعة من خبرات سلبية مريرة طويلة المدى (على عكس المضايقات البسيطة). فعندما تسفر الظروف السلبية عن إحباط محاولات الجماعة للحصول على معظم احتياجاتها الأساسية (مثل، الطعام والمأوى)، يمكن أن تؤسس هذه الجماعة أيدولوجية مشتركة مُقنِعة. وعندما تجتمع هذه الأيدولوجية مع الضغوط السياسية والاجتماعية، يمكن أن تؤدي إلى أكثر صور التضحية بكبش فداء تطرفًا، وهي: الإبادة الجماعية.
يمكن أن يؤدي سلوك التضحية بكبش فداء، أيضًا، إلى مهاجمة الجماعات المقهورة لجماعات مقهورة أخرى. فعندما تمارس جماعة الأغلبية الظلم ضد الأقليات، يمكن أن تهاجم إحدى هذه الأقليات جماعة أقلية أخرى بدلاً من مواجهتها جماعة الأغلبية الأكثر قوة.
أما في مجال الإدارة:، فيشيع اتباع سلوك التضحية بكبش فداء في الإدارة حيث يُلقَى باللوم على أحد موظفي المستويات الدنيا في الهرم الوظيفي لما ارتكبه مسؤولو الإدارة العليا من أخطاء. ويرجع ذلك عادةً إلى افتقار الإدارة العليا للمساءلة.
على سبيل المثال، يمكن أن يكون المدرس، الذي يتعرض دومًا للوم أو الاتهام، كبش فداء، إذا كان ذنبه الوحيد هو أداؤه لعمله على درجة عالية من الكفاءة، ما يسيء إلى مظهر زملائه أمام الإدارة العليا. فيمكن أن يؤدي ذلك إلى إضافة تقارير ضده في الملفات الدائمة، والتعرض لملاحظات متعالية من زملائه، واللوم الدائم من الإدارة.

## «آلية كبش الفداء» في الأنثروبولوجيا الفلسفية
كان الفيلسوف والناقد الأدبي، كينيث بروك، أول مَن صاغ تعبير «آلية كبش الفداء» ووصفه في كتابيه Permanence and Change (الدوام والتغيير) (1935)، وA Grammar of Motives (قواعد الدوافع) (1945). وقد أثر هذان الكتابان على بعض علماء الأنثروبولوجيا الفلسفية، من أمثال إرنست بيكر ورينيه جيرار.

### رينيه جيرار
توسع رينيه جيرار في تطوير هذا المفهوم كنوع من التفسير للثقافة الإنسانية. فمن وجهة نظره، مَن يعاني من مشكلة العنف هم البشر، وليس الرب. فالإنسان مدفوع برغبته فيما يمتلكه أو يرغب فيه الآخرون (الرغبة في المحاكاة). ويتسبب ذلك في صراع الرغبة والنتائج لدى الأطراف ذوي الرغبات المختلفة. وتظل هذه العدوى المحاكية في تزايد حتى تصل إلى مرحلة يصير المجتمع معها معرضًا للخطر. وعند هذه المرحلة، تظهر آلية كبش الفداء[9]. فيُشار إلى شخص واحد بأصابع الاتهام لكونه السبب في المشكلة، وتقصيه الجماعة أو تقتله. ويكون هذا الشخص هو كبش الفداء. ويستعيد المجتمع نظامه، إذ يشعر الناس بالرضا لقضائهم على المشكلات، التي كانوا يعانون منها، باستبعادهم الشخص الذي ضحوا به ككبش فداء، وتبدأ الدورة من جديد. تكمن الأهمية هنا في كلمة «الرضا»؛ فالتضحية بكبش فداء تمنح الجماعة شعورًا بالراحة النفسية. ويزعم جيرار أن هذا ما حدث في حالة المسيح. لكن الفارق في هذه الحالة - كما يرى جيرارد - هو أن المسيح (وفق الاعتقاد المسيحي) قد بُعِث من الموت وثبتت براءته. وبذلك، صارت البشرية على وعي بنزعاتها العنيفة، وانقطعت الدائرة. ولذلك، يُعَد عمل جيرار مهمًا لكونه تجديدًا لنظرية الفداء في المسيحية، أو ما يُعرف باسم «المسيح الغالب».

## كتابات أخرى

### الكتب
- Colman, A.D. Up from Scapegoating: Awakening Consciousness in Groups (1995)
- Douglas, Tom (1995)
- Dyckman, JM & Cutler JA Scapegoats at Work: Taking the Bull's-Eye Off Your Back (2003)
- Girard, René: The Scapegoat (1986)
- Perera, Sylvia Brinton Scapegoat Complex: Toward a Mythology of Shadow and Guilt (Studies in Jungian Psychology By Jungian Analysts) (1986)
- Pillari V Scapegoating in Families: Intergenerational Patterns of Physical and Emotional Abuse (1991)
- Quarmby K Scapegoat: Why We Are Failing Disabled People (2011)
- Wilcox C.W. Scapegoat: Targeted for Blame (2009)
- Zemel, Joel: Scapegoat, the extraordinary legal proceedings following the 1917 Halifax Explosion (2012)

### المقالات الأكاديمية
- Binstock, RH The aged as scapegoat The Gerontologist 1983 23(2):136-143
- Boeker, W Power and managerial dismissal: Scapegoating at the top. Administrative Science Quarterly, v37 n3 p400-21 Sep 1992
- Gemmill, G The dynamics of scapegoating in small groups Small Group Research, Vol. 20, No. 4, 406-418 (1989)
- Katz, I Glass, DC Cohen, S Ambivalence, guilt, and the scapegoating of minority group victims - Personality and Social Psychology Bulletin, Vol. 18, No. 6, 786-797 (1992)
- Khanna, N., Poulsen, A.B. (1995), "Managers of financially distressed firms: villains or scapegoats?", Journal of Finance, Vol. 50 pp. 919–40.
- Maybee, Janet. The Persecution of Pilot Mackey. The Northern Mariner/le marin du nord, XX no. 2 (April, 2010), pp. 149–173.
- Schopler, E Parents of psychotic children as scapegoats - Journal of Contemporary Psychotherapy Volume 4, Number 1 / December, 1971
- Vogel, EF & Bell, NW The emotionally disturbed child as a family scapegoat Psychoanalytic Review, 1960 - PEP Web

## وصلات خارجية
- Scapegoating
- Scapegoating in Group Analytic Theory (PDF files)
- Scapegoat Society
- The Scapegoat